# جوزيف أبو خليل
جوزيف أبو خليل (25 ديسمبر 1925 - 14 ديسمبر 2019) هو سياسي لبناني، ينتمي لحزب الكتائب، وعمل في صفوفه لأكثر من 75 عامًا. شغل في بداياته منصب رئيس تحرير جريدة العمل التابعة لحزب الكتائب، وذلك من عام 1968، وحتى 1988، كما كان مستشارًا مقربًا من الرئيسين بشير الجميل، وأمين الجميل. شغل بعد ذلك مناصب عديدة داخل الحزب، كما كان عضوًا في المكتب السياسي، وأمينًا عامًا للحزب في فترات سابقة. وبعد ترؤس سامي الجميل لحزب الكتائب في عام 2015، أصبح جوزيف أبو خليل نائبًا أول لرئيس الحزب، وشغل هذا المنصب حتى وفاته في 14 ديسمبر 2019، عن عمر يناهز 95 عامًا.

## مؤلفاته
له عدة مؤلفات تؤرخ الحرب الأهلية اللبنانية، والتاريخ اللبناني، ومنها:
- قصة الموارنة في الحرب (1990).
- العلاقات اللبنانية السورية، أو مشقة الأخوة (1991).
- لبنان لماذا؟ (1992).